# Cantonul Saint-Étienne-Sud-Est-2
Cantonul Saint-Étienne-Sud-Est-2 este un canton din arondismentul Saint-Étienne, departamentul Loire, regiunea Rhône-Alpes, Franța.